# Бирюк, Наталья Николаевна
Бирю́к Ната́лья Никола́евна (6 января 1988, село Петропавловская Борщаговка, Киево-Святошинский район, Украина) — мастер спорта Украины международного класса по боксу, чемпионка Европы по боксу в 2011 году в Роттердаме, многократная чемпионка Украины по боксу, член национальной сборной Украины.

## Биография
Наталья Николаевна Бирюк родилась 6 января 1988 года в селе Петропавловская Борщаговка на Украине. Получила образование в Киевском индустриальном колледже, в Национальной академии внутренних дел, а также в Национальном университете кораблестроения имени адмирала Макарова.

## Спортивная карьера
Начала спортивную карьеру в 1998 году в возрасте 10 лет. Уже в 2000 году заняла сначала первое место на чемпионате по кик-боксингу (Киев, Украина), а после первое место на чемпионате Украины по кик-боксингу (Киев, Украина) и первое место на чемпионате Украины по тайскому боксу (Севастополь, Украина). С 2001 года по 2004 год Наталья Бирюк — многократная победительница чемпионатов Украины по кик-боксингу, тайскому боксу, а также победительница Кубков Украины «турнир сильнейших» по тайскому боксу. С 2004 года по 2007 год Наталья Бирюк была чемпионкой Кубка Мира по кик-боксингу (Ялта, Украина). С 2004 года по 2008 год — многократная чемпионка Украины по тайскому боксу, член национальной сборной Украины.
В 2005 году Наталье Бирюк присвоено звание мастера спорта Украины по кик-боксингу. В 2006 и в 2007 году Наталья Бирюк становится бронзовым призёром чемпионата мира по тайскому боксу (Бангкок, Таиланд). В июне 2008 года Наталья Бирюк становится чемпионкой Европы по тайскому боксу (Польша), а в октябре чемпионкой мира по тайскому боксу (Пусан, Южная Корея). В том же году ей присвоено звание мастера спорта Украины международного класса.
В 2009 году Наталья Бирюк становится чемпионкой кубка Европы по кик-боксингу в разделе лоу-кик (Болгария), а в 2010 году чемпионкой Европы по кик-боксингу в разделе К-1 (Баку, Азербайджан). В 2010 году стала чемпионкой Украины по боксу и вошла в национальную сборную. В 2011 году чемпионка Европы по боксу (Роттердам, Нидерланды), ей присвоено звание мастер спорта Украины международного класса по боксу.

## Тренерский штаб
Наталья Бирюк тренируется под руководством заслуженного тренера Украины Максима Анатольевича Лахманюка. Тренером клуба, в котором выступает спортсменка, является заслуженный тренер Украины Николай Петрович Хаджиогло.